# Royal Lytham & St Annes Golf Club
Le Royal Lytham & St Annes Golf Club situé à Lytham St Annes dans le Lancashire en Angleterre est un des parcours sur lequel se joue en rotation l’Open de Grande-Bretagne.  L’Open de Grande-Bretagne dames s’y est également déroulé à quatre reprises : une fois avant d’être désigné comme tournoi majeur par la LPGA et trois fois depuis lors.

## Histoire
Le club fut fondé en 1886 et fut le théâtre du premier championnat de golf amateur de Grande-Bretagne dames en 1893 et du centenaire de cette compétition en 1993, remportée par Catriona Lambert – devenue Catriona Matthew lors de son mariage.  Seize ans plus tard, elle a remporté l’Open de golf de Grande-Bretagne qui eut lieu à Lytham en 2009.

## Le parcours
Le Royal Lytham est un véritable parcours de links, construit au milieu des dunes mais en retrait du rivage dont il est séparé par des immeubles, des routes et une ligne de chemin de fer.  Sa proximité avec la mer reste toutefois telle que le vent marin reste toujours un facteur à prendre en compte dans le jeu.  Le parcours compte 206 bunkers, soit une moyenne de 11 par trou.  Le parcours est aussi particulier en ce sens qu’il est le seul de ceux qui font partie de la rotation du British Open à commencer par un par 3.

## Le championnat Open
Vainqueurs du British Open de golf l’ayant remporté au Royal Lytham & St Annes :
| Année | Vainqueur            | Score | Score | Score | Score | Score      | Gain du vainqueur (£) |
| Année | Vainqueur            | R1    | R2    | R3    | R4    | Total      | Gain du vainqueur (£) |
| ----- | -------------------- | ----- | ----- | ----- | ----- | ---------- | --------------------- |
| 2012  | Ernie Els            | 67    | 70    | 68    | 68    | 273 (-7)   | 900,000               |
| 2001  | David Duval 1er      | 69    | 73    | 65    | 67    | 274 (−10)  | 600,000               |
| 1996  | Tom Lehman 1er       | 67    | 67    | 64    | 73    | 271 (−13)  | 200,000               |
| 1988  | Seve Ballesteros 3e  | 67    | 71    | 70    | 65    | 273 (−11)  | 80,000                |
| 1979  | Seve Ballesteros 1er | 73    | 65    | 75    | 70    | 283 (−1)   | 15,000                |
| 1974  | Gary Player 3e       | 69    | 68    | 75    | 70    | 282 (−2)   | 5,500                 |
| 1969  | Tony Jacklin 1er     | 68    | 70    | 70    | 72    | 280 (−4)   | 4,250                 |
| 1963  | Bob Charles 1er      | 68    | 72    | 66    | 71    | 277 (−7)PO | 1,500                 |
| 1958  | Peter Thomson 4e     | 66    | 72    | 67    | 73    | 278 (−6)PO | 1,000                 |
| 1952  | Bobby Locke 3e       | 69    | 71    | 74    | 73    | 287 (−1)   | 300                   |
| 1926  | Bobby Jones (a) 1er  | 72    | 72    | 73    | 74    | 291        | Am (75)               |

## Le championnat Open dames
Les joueuses ayant remporté un British Open de golf disputé à Lytham sont :
| Année | Vainqueur             | Score     | Gains de la gagnante (US$) |
| ----- | --------------------- | --------- | -------------------------- |
| 2009  | Catriona Matthew 1er  | 285 (−3)  | 335,000                    |
| 2006  | Sherri Steinhauer 3e  | 281 (−7)  | 305,440                    |
| 2003  | Annika Sörenstam 1er  | 278 (−10) | 254,880                    |
| 1998  | Sherri Steinhauer 1er | 292 (+4)  | 98,162                     |